# Fritz-Dietlof von der Schulenburg
Fritz-Dietlof Graf von der Schulenburg (* 5. September 1902 in London; † 10. August 1944 in Berlin-Plötzensee) war ein deutscher Verwaltungsjurist und Reserveoffizier, der am Attentat vom 20. Juli 1944 beteiligt war.

## Leben
Fritz-Dietlof Graf von der Schulenburg war der vierte Sohn von Friedrich Graf von der Schulenburg, welcher zum Zeitpunkt der Geburt Militärattaché an der Deutschen Botschaft London war. Seine Mutter war Freda-Marie geb. Gräfin von Arnim. Der spätere Mitverschwörer Friedrich-Werner Graf von der Schulenburg war ein Cousin seines Vaters. Im März 1933 heiratete er in Berlin die Kaufmannstochter Charlotte Kotelmann (1909–1991), mit der er sechs Kinder hatte. Die älteste Tochter Fredeke (1934–2010) heiratete 1951 den Journalisten und späteren Fernsehkorrespondenten Gerd Ruge.

### Persönliche Entwicklung

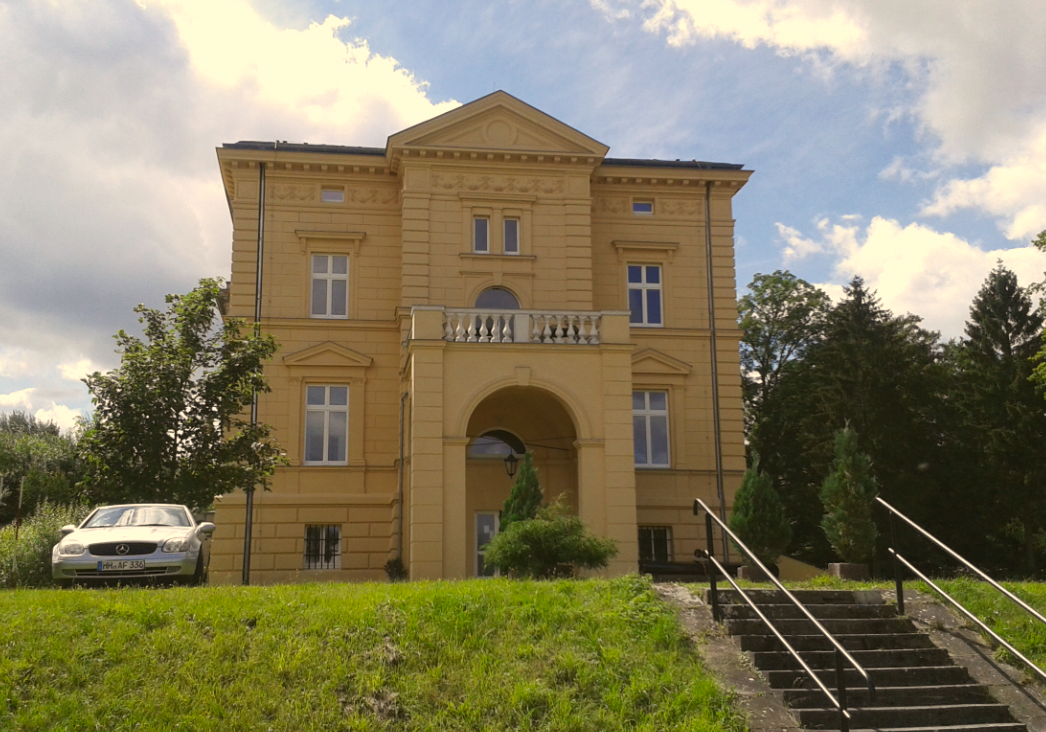
Schloss Tressow (heute)

Fritz-Dietlof von der Schulenburg, seine vier Brüder (Johann Albrecht, Wolf-Werner, Adolf-Heinrich und Wilhelm) sowie seine Schwester, die Künstlerin und Ordensfrau Tisa von der Schulenburg, wuchsen, bedingt durch den Beruf des Vaters, unter anderem in Berlin, Potsdam, Münster sowie auf dem familieneigenen Schloss Tressow in Tressow, Mecklenburg, auf. Die Kinder kamen zunächst in die Obhut einer strengen Erzieherin. Nach dem Abitur am Katharineum zu Lübeck studierte Schulenburg 1920 an der Georg-August-Universität Göttingen Rechtswissenschaft. Seit Ostern 1920 war er Fuchs im Corps Saxonia Göttingen. 1923 legte er das Staatsexamen am Oberlandesgericht Celle ab. Den fünfjährigen Vorbereitungsdienst leistete er in Potsdam und im Landkreis Ostprignitz. Er unterbrach 1924 für drei Monate sein Referendariat und reiste als Matrose auf einem Kohlendampfer nach Südamerika. Er bestand 1928 die Assessorprüfung und kam nach Recklinghausen, wo er bis 1932 in der Kreisverwaltung arbeitete. Hier herrschte die katholische Zentrumspartei vor, mit deren staatstragender Rolle in der Weimarer Republik er nicht einverstanden war.
Von der Schulenburg verstand sich als Teil einer nationalen Elite, die sich in erster Linie durch die staatstragenden Säulen Militär und Berufsbeamtentum definierte. Bürger außerhalb dieser Strukturen waren für ihn bestenfalls „Zivilisten“ oder nur Mob. Allerdings verstand sich diese Elite als sehr patriarchales System, in dem Beamte und Militärs auch die Aufgabe hatten, zum Wohle des Volkes zu agieren. Deshalb beschäftigte sich von der Schulenburg mit Themen wie der Agrarverschuldung und der Bodenreform nach Adolf Damaschke. Seine Vorstellungen vom Bauernstand und von sozialer Gerechtigkeit hatten ihm bald den Titel „roter Graf“ bei seinen Kollegen eingetragen. In Potsdam verkehrte er im Haus des Ex-Sozialdemokraten August Winnig. Hans Bernd Gisevius, Mitverschwörer des 20. Juli 1944, bezeichnete ihn als „sozialistischen Grafen“. Allerdings hat Schulenburg auch klar Stellung gegen den Bolschewismus bezogen.

### Anschluss an die NSDAP
Eine erste politische Organisation, der Schulenburg beitrat, war 1930 die Bündische Reichsschaft unter Kleo Pleyer, wo die Ideen Oswald Spenglers aus dem Werk Preußentum und Sozialismus populär waren. Im gleichen Jahr kam es zu ersten direkten Kontakten mit der Nationalsozialistischen Deutschen Arbeiterpartei, womit er auf der Linie seiner Familie lag. Im Februar 1932 wurde Schulenburg noch in Recklinghausen Mitglied. Im selben Jahr wurde er nach Ostpreußen nach Labiau und Heiligenbeil versetzt, wo er auch aktiv am Aufbau des NS-Landvolks bei Friedrich Doepner mithalf. Dabei kam es ihm nicht auf den aristokratischen Reichslandbund an, sondern er dachte an sozialpolitische Einschnitte. Es machte ihm dabei keine Probleme, den Eide auf die demokratische Verfassung Preußens zu unterlaufen. Schulenburg galt als Anhänger des „norddeutschen“ Nationalsozialismus, der in erster Linie durch die Brüder Gregor Strasser und Otto Strasser gekennzeichnet war.
Die Familie von der Schulenburg wies Ende Januar 1933 17 Mitglieder mit Parteimitgliedschaft auf, bis Kriegsende 1945 beachtliche 41, davon 26 Männer und 15 Frauen. Der Bruder Wolf-Werner war bereits 1930, der Vater im Dezember 1931 eingetreten. Auch viele Ehefrauen im „Clan“ traten in die NSDAP ein.
Im März 1933 zum Regierungsrat in Königsberg (Preußen) ernannt, gewann Fritz-Dietlof von der Schulenburg sowohl in der Verwaltung als Referatsleiter für politische Fragen als auch in der NSDAP immer mehr Einfluss. Er galt als Prototyp eines neuen „linken“ Führers in der NSDAP mit alter preußischer Tradition, ein „brauner Graf“. Seine neuen Aufgaben waren zu dieser Zeit in erster Linie die Gleichschaltung der Beamten in seinem Einflussbereich und personelle Nachbesetzung durch NSDAP-Mitglieder. Der wichtigste Fall war der bisherige Oberpräsident Ostpreußens Wilhelm Kutscher, den der Gauleiter Erich Koch am 1. Juni 1933 ablöste. Schulenburg setzte dies mit eigener Initiative beim Innenminister Göring und sogar bei Hindenburg durch, indem er den SS-Mann Graf zu Dohna-Finckenstein einschaltete. Seine Bewunderung für Hitler drückte er so aus:

„Als die formalen Inhaber der Staatsgewalt versagten und sich fremden internationalen Mächten versklavten, schuf der unbekannte Soldat des Weltkrieges Adolf Hitler einen neuen Kern des Widerstandes der NSDAP. In ihr ballte sich alles zusammen, was noch Glauben und Willen, Opfermut und Tatbereitschaft hatte. In ihr stand das deutsche Volk auf und organisierte sich, um nach seinen eigenen Gesetzen und nach seiner eigenen Art sein Leben zu gestalten. In Kampf und Terror gehärtet, wurde die Partei zum absoluten Träger der nationalsozialistischen Idee, zur Inkarnation des Glaubens und des Willens des deutschen Volkes.“

Schulenburg kam jedoch immer öfter in Konflikt mit seinem Vorgesetzten, dem Gauleiter Erich Koch, der eher die alten Kämpfer belohnen wollte, als eine neue Verwaltungselite heranzubilden. Schließlich ließ er sich im November 1934 nach dem Röhm-Putsch, bei dem auch sein Idol Strasser umkam, als Landrat in den Kreis Fischhausen versetzen. Die Konflikte mit Koch wurden im Lauf der Jahre immer stärker, sodass 1937 das Reichsministerium des Innern ihn als Polizeivizepräsident nach Berlin versetzte, wo sein direkter Vorgesetzter Graf von Helldorf wurde, der auch in der Partei durch seine Leutseligkeit und Verschuldung auffiel. Helldorf hatte sich lange gegen die Zuweisung Schulenburgs gewehrt, wider Erwarten verstanden sich die beiden sehr unterschiedlichen Beamten ausgezeichnet. Schon im August 1939 wurde Schulenburg zum Regierungspräsidenten und Vertreter des Oberpräsidenten der Provinz Schlesien unter Gauleiter Josef Wagner ernannt. Von der Führung des NS-Staats wurde Schulenburg damals bereits als politisch unzuverlässig eingestuft und 1940 aus der NSDAP ausgeschlossen.

### Krieg und Widerstand
Trotz der Vorbehalte der Beamten gegenüber den Plänen Hitlers und trotz des Schocks nach der Affäre um die Entlassung des Heereschefs, Generaloberst Werner Freiherr von Fritsch (1938), bei der die bisherige Führung der Reichswehr entfernt wurde, meldete sich Schulenburg zum Fronteinsatz. Ohnehin war nach Abberufung seines Vorgesetzten, des Gauleiters und Oberpräsidenten Josef Wagner, seine Stellung als Regierungspräsident in Breslau unhaltbar geworden. Als Leutnant der Reserve ging er im Mai 1940 zum Ersatzbataillon des als aristokratisch geltenden Infanterie-Regiments 9 der 23. Infanterie-Division in Potsdam, dem er ab 1. Juni auch hauptberuflich angehörte.
Schon früh beobachtete Schulenburg mit wachsender Sorge und Empörung die das Regime begleitenden Rechtswidrigkeiten. Er nahm Verbindung zu gleichgesinnten oppositionellen Kräften aus den verschiedenen Lagern auf. Bereits im Juni 1940 plante er mit dem Theologen Eugen Gerstenmaier, der für das Auswärtige Amt arbeitete, ein Attentat auf Adolf Hitler während der Siegesparade in Paris, die aber abgesagt wurde.
Er zog mit seinem Regiment in den Deutsch-Sowjetischen Krieg und erhielt 1941 das Eiserne Kreuz. Mit den Erfahrungen an der Ostfront wurde er 1941/42 mehr und mehr zum Kritiker des Krieges. Während dieser Zeit wechselte er häufig seine Aufgaben, da das Innenministerium ihn mit verschiedenen Sonderaufgaben zur Verwaltungsvereinfachung versah, unter anderem durch Entsendung in das von Herbert Backe geleitete Reichsamt für Agrarpolitik. Im Frühjahr 1943 war er längere Zeit in Paris, um für das Heeresamt Personalreduzierungen zu entwerfen. Im Militärdienst war er Ordonnanzoffizier auf der Krim und kam zuletzt zurück zum Ersatzbataillon nach Potsdam. Seine Frau und Kinder zogen im Herbst 1943 von Breslau zurück nach Mecklenburg auf das Gut in Klein Trebbow, das dem Schwager Carl Ulrich von Barner (1899–1978) gehörte. Dort konnte er neben seiner Frau Charlotte nur seine einzige Schwester Tisa von der Schulenburg mit ins Vertrauen ziehen.
Seine eigentliche Aufgabe sah er in der Organisation der Widerstandsbewegung und der Tötung Hitlers. Er war es, der Claus Schenk Graf von Stauffenberg für die Verschwörung gewann und ihm fortan sehr nahe stand. Er war Mitglied eines Kreises höherer Beamter, der sich in erster Linie aus preußischen Adeligen rekrutierte. In diesem Kreis wurde auch mit interner Kritik am Nationalsozialismus nicht gespart. Einer der wichtigsten Freunde wurde Peter Graf Yorck von Wartenburg. Nach dem Attentat in der Wolfsschanze wurde diese Gruppe auch als „Grafenkreis“, „Grafenclique“ oder „Grafengruppe“ bezeichnet, zu dem Peter von Wartenburg, Nikolaus Graf Üxküll, Cäsar von Hofacker, Adam von Trott zu Solz, Ulrich Wilhelm Graf Schwerin, der Ministerialbeamte Otto Ehrensberger, die Diplomaten Eduard Brücklmeier und Albrecht von Kessel gehörten. Die sich für den geschulten Verwaltungsbeamten abzeichnenden Krisen in der Versorgung, militärischen Führung und letztendlich der Umgang mit der Bevölkerung in den eroberten Gebieten ließen Schulenburg am Nationalsozialismus zweifeln. Seine Grundeinstellung zum Nationalsozialismus änderte sich in dieser Zeit radikal. Bereits ab 1942 nahm er regelmäßig an den Treffen des Kreisauer Kreises teil. Eine weitere wichtige Triebfeder des Widerstands war die Forderung der Alliierten nach bedingungsloser Kapitulation und das daraus folgende Bestreben, eine totale militärische Niederlage zu vermeiden und zu einem so genannten Remis-Frieden zu kommen.
Als Adeliger, Beamter und Offizier hatte Schulenburg Kontakte in alle Richtungen, die er im Laufe der Zeit zur Rekrutierung von Mitverschwörern nutzte. Bereits Anfang April 1943 geriet Schulenburg in den Verdacht, gegen das Regime zu arbeiten, und wurde eine Nacht lang zur Befragung inhaftiert, wurde aber aufgrund seines besonderen Status und seiner Beziehungen wieder freigelassen. Wegen seiner vielfältigen Beziehungen – insbesondere zu den bürgerlichen Widerstandskreisen um Carl Friedrich Goerdeler und der sozialdemokratischen Gruppe (Reichsbanner Schwarz-Rot-Gold) um Julius Leber – gilt er als wichtiger Vermittler. Allerdings Im November 1943 trafen sich die beiden während eines Luftalams in Lübeck, Lebers Frau Annedore war die Tochter von Schulenburgs ehemaligem und 1933 entlassenem Gymnasialleiter Georg Rosenthal. Schulenburg wurde die Initiative für ein 1944 geplantes Bündnis des engeren Stauffenberg-Kreises mit den Kommunisten zugeschrieben. Im Schattenkabinett Beck/Goerdeler war er als Staatssekretär im Reichsinnenministerium vorgesehen. Minister sollte Julius Leber oder Eugen Bolz werden.

#### Widerstandsnetzwerk in Paris
Im Sommer 1943 kam von der Schulenburg als Oberleutnant in der sogenannten Unruhkommission nach Paris. Als Vertreter des Generalbevollmächtigten für die Reichsverwaltung (GBV) im Reichsministerium des Innern sollte er nach entbehrlichen und für den Kriegseinsatz tauglichen Personen suchen. Dies gab ihm Gelegenheit, an verschiedenen Fronten Unterstützer zu finden und Verbindungen zu schaffen. In Paris traf er im Stabe des Militärbefehlshabers, General der Infanterie Carl-Heinrich von Stülpnagel, zunächst auf einen persönlichen Freund, den Oberstleutnant Caesar von Hofacker, der mit Wissen Stülpnagels das Pariser Netzwerk des Widerstandes gegen Hitler aufbaute. Zu diesem Netzwerk gehörten unter Anderen Generalleutnant Hans Freiherr von Boineburg-Lengsfeld, Kommandant von Groß-Paris (bis 7. August 1944, danach General von Cholditz), Oberst Karl von Unger, Oberst i. G. Hans Otfried von Linstow, Rittmeister Gotthard Freiherr von Falkenhausen, Ernst Röchling, Walter Bargatzky, Militäroberverwaltungsrat Friedrich Freiherr v. Teuchert, Generalmajor und Stabschef der Heeresgruppe B Hans Speidel und Oberst i. G. Eberhard Finckh. Im Herbst 1943 war Schulenburg noch zweimal in Paris und erläuterte dort seine Pläne für eine dezentralisierte Reichsgewalt und eine Verwaltungsreform nach dem Kriege. Der Historiker Eberhard Jäckel urteilte: „Nirgendwo sonst im gesamten deutschen Herrschaftsbereich war die Widerstandsbewegung stärker vertreten als in Paris“.

### Umsturzversuch und Urteil

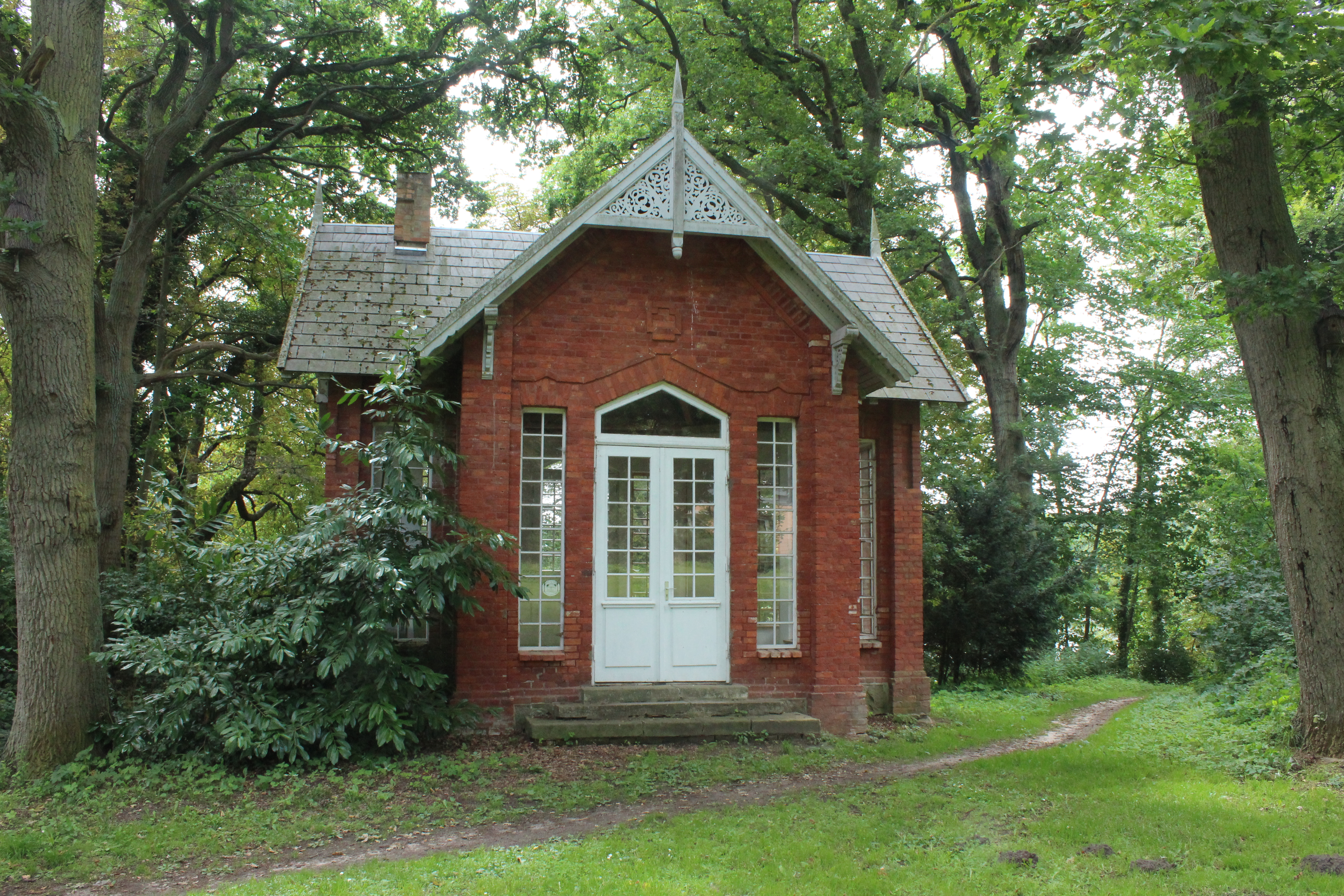
Teehaus des Gutes Klein Trebbow

Schulenburg gehörte zum inneren Kreis des Widerstands und war somit aktiv an der Planung der Operation Walküre beteiligt. Zu Ostern 1944 traf er Stauffenberg in seinem Gut Trebbow im Teehaus. Am 19. Juli 1944 besuchte er dort noch einmal seine in die Pläne eingeweihte Frau Charlotte. Am 20. Juli 1944 befand er sich in der „Zentrale“ des Staatsstreichs am Sitz des Allgemeinen Heeresamtes, im Bendlerblock wurde er nach dem Misslingen des Vorhabens am selben Tag noch verhaftet. Gegen Fluchtpläne wandte er ein: „Wir müssen diesen Kelch bis zur Neige leeren, wir müssen uns opfern.“ Am 10. August 1944 stand er mit Erich Fellgiebel, Berthold Schenk Graf von Stauffenberg, Alfred Kranzfelder und Georg Hansen vor dem Volksgerichtshof unter dem Vorsitz von Roland Freisler. In seinem Schlusswort vor dem Todesurteil erklärte er:

„Wir haben diese Tat auf uns genommen, um Deutschland vor einem namenlosen Elend zu bewahren. Ich bin mir klar, daß ich daraufhin gehängt werde, bereue meine Tat aber nicht und hoffe, daß sie ein anderer in einem glücklicheren Augenblick durchführen wird.“

Filmaufnahmen der Verhandlung sind für den 10. August nicht gemacht worden. Schulenburg wurde noch am Tag des Urteils in Plötzensee gehängt. Die Leiche wurde verbrannt, der Verbleib der Asche ist unbekannt. Der Abschiedsbrief an seine Frau wurde von einer Justizangestellten heimlich abgeschrieben und trotzdem erst zehn Jahre später übergeben.

## Ehrungen
Nach Entwürfen Tisa von der Schulenburgs wurde in der Dorfkirche Gressow 1985 eine erste Gedenkplakette und 1988 eine gestaltete Gedenkkapelle für ihn eingerichtet. Sein Name findet sich auf dem Ehrenmal seiner Schülerverbindung auf dem Ehrenfriedhof (Lübeck).
Namensgeber der Förderschule in Tressow im Jahr 1991 in „Fritz-Dietlof von der Schulenburg Schule“, 1999 Umzug der Schule nach Neukloster im Landkreis Nordwestmecklenburg.

## Erinnerungen
- Ursula von Kardorff: Er bleibt mir unvergessen. Frankfurter Allgemeine Zeitung vom 19. Juli 1958.
- Hans Bernd Gisevius: Bis zum bittern Ende, Bd. 2. Fretz & Wasmuth, Zürich 1946.